# Anatol z Nicei
Anatol z Nicei, Męczennik Anatol (zm. ok. 312) – męczennik chrześcijański i święty prawosławny.
Pochodził z Nikomedii. Miał dwóch braci: Eustachego i Wespezjusza. Został ochrzczony wraz z braćmi przez biskupa św. Anfima. W domu Anatola i jego braci odbywały się nabożeństwa chrześcijańskie, za co zostali pojmani przez pogan, torturowani i ścięci mieczem w 312 r. w Nicei.
W ikonografii chrześcijańskiej jest przedstawiany wraz ze swoimi braćmi. W rękach trzymają krzyże a czasami trzymają zwoje.
Wspomnienie liturgiczne w Cerkwi prawosławnej obchodzone jest 20 listopada/3 grudnia, (według podwójnego  datowania), czyli 3 grudnia według kalendarza gregoriańskiego